# Charadrius wilsonia
Charadrius wilsonia là một loài chim trong họ Charadriidae.

## Hình ảnh

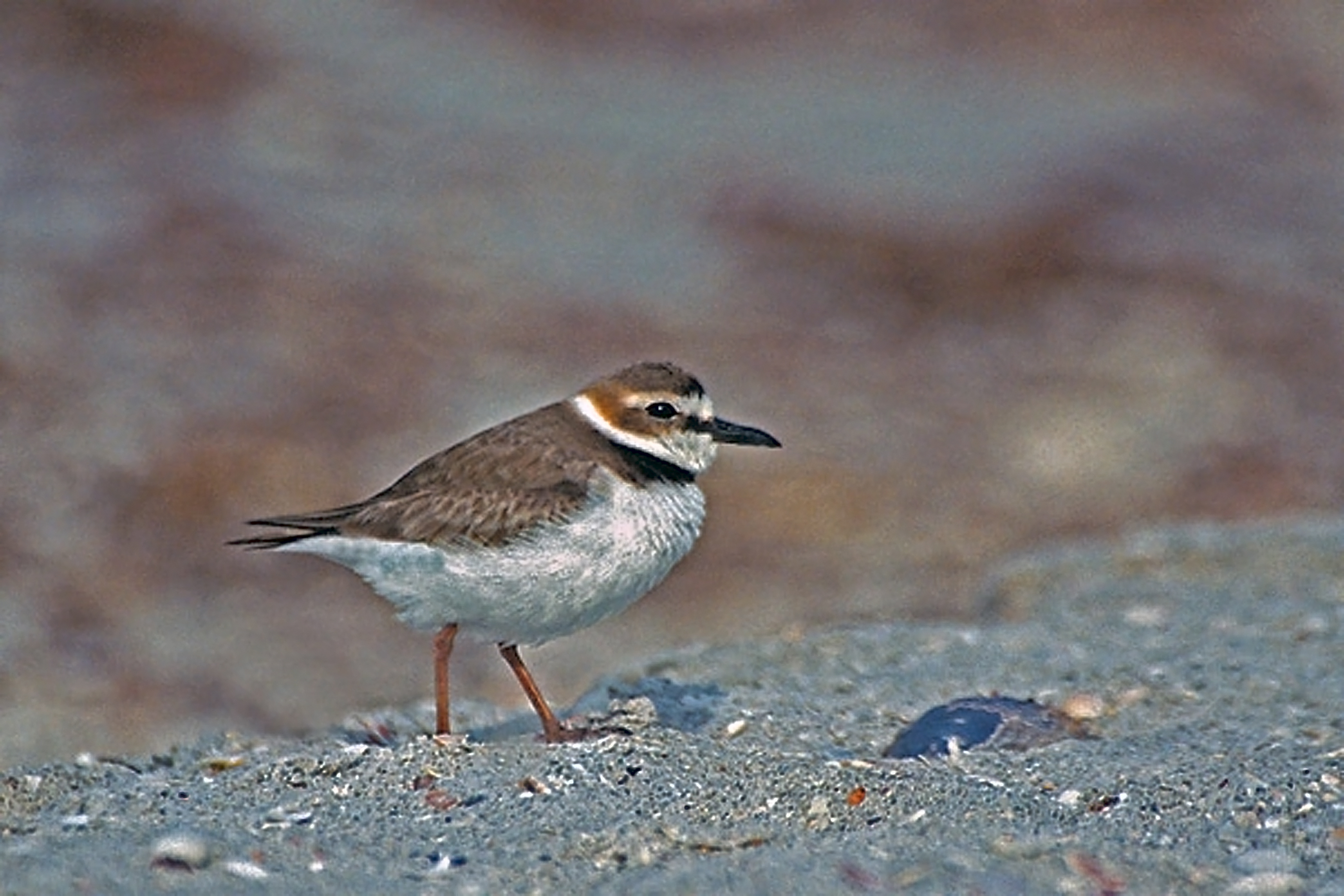
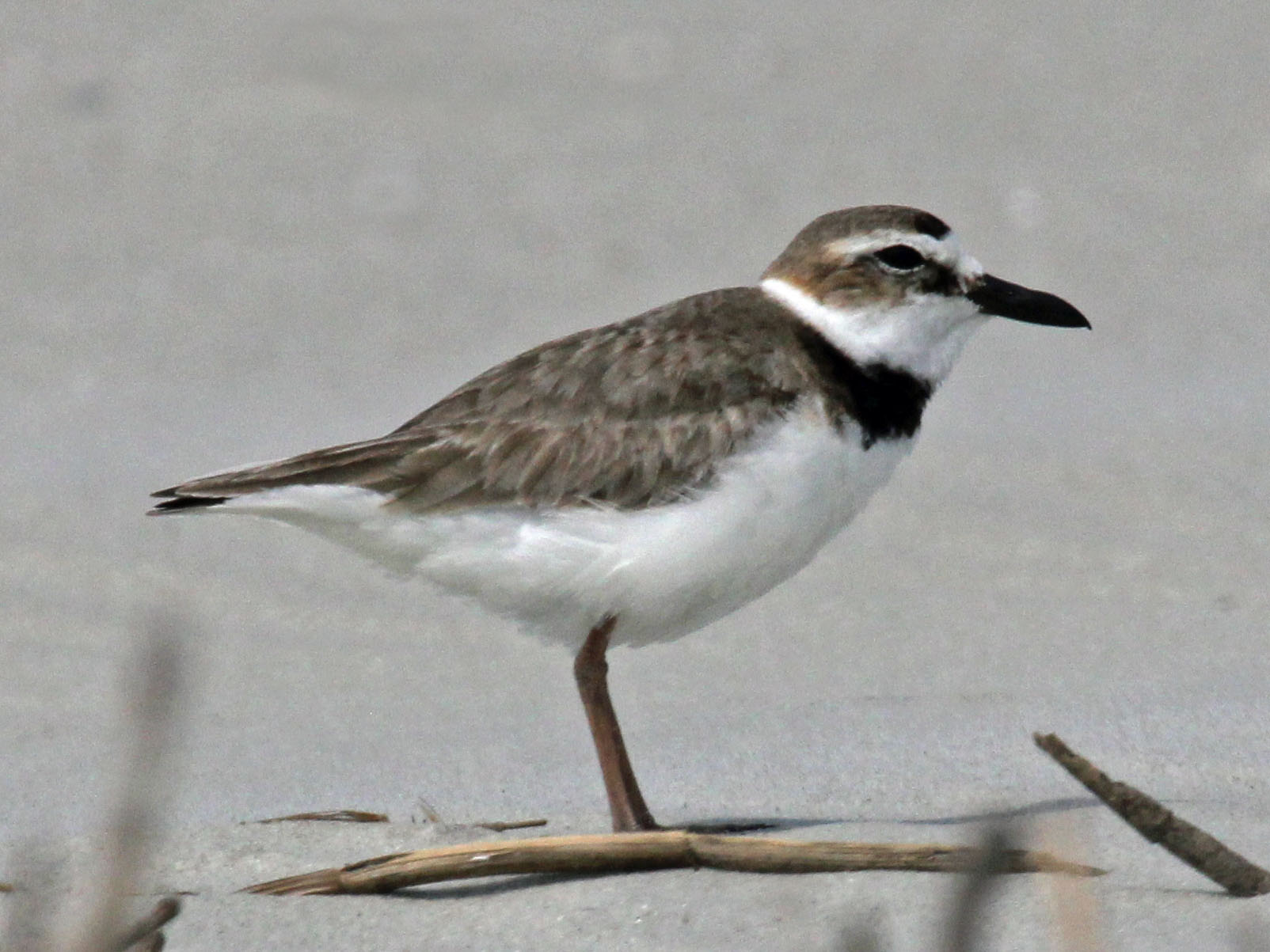
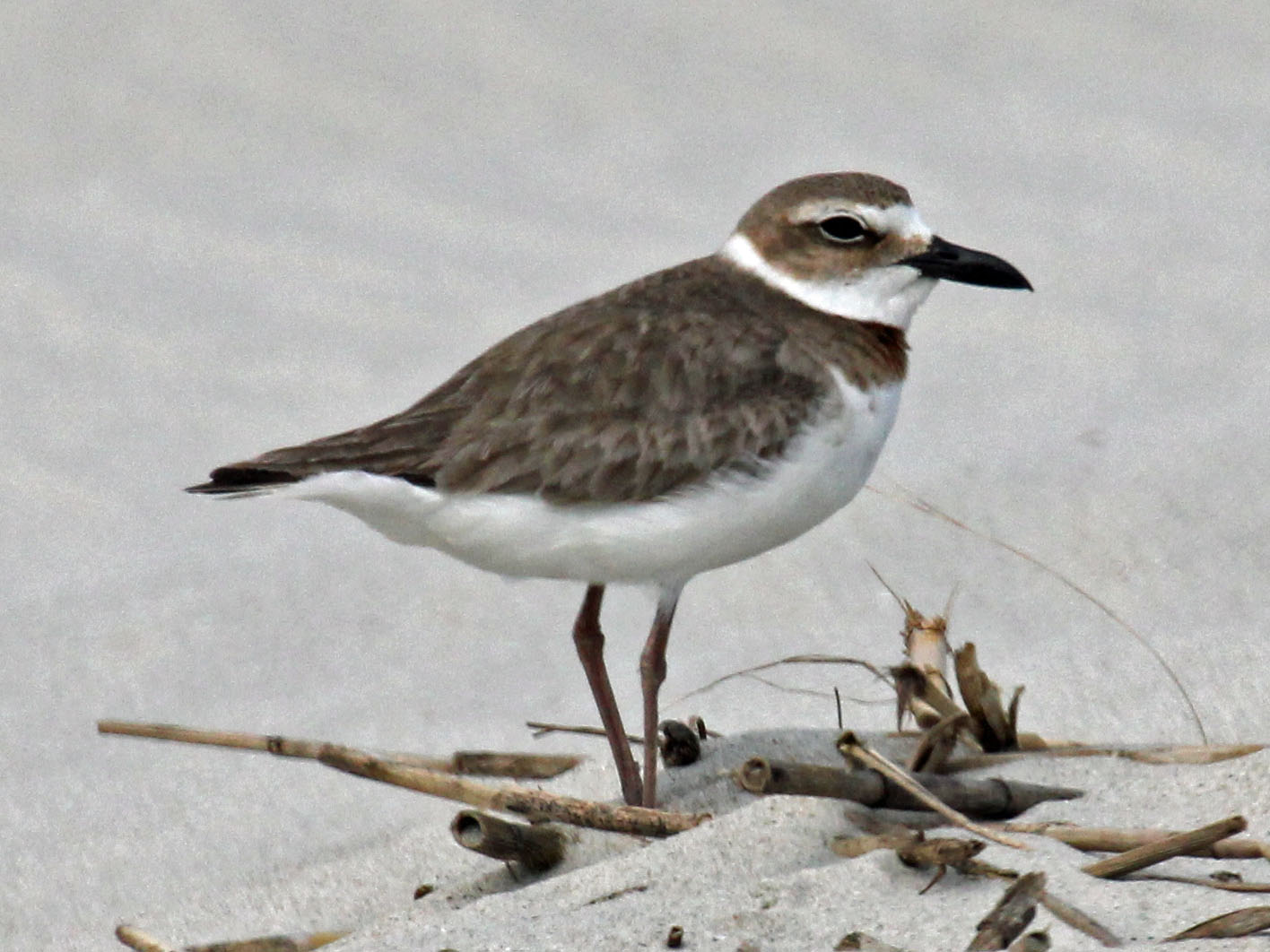
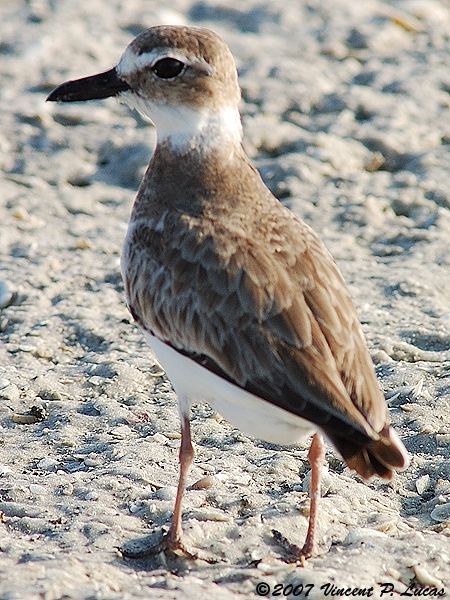
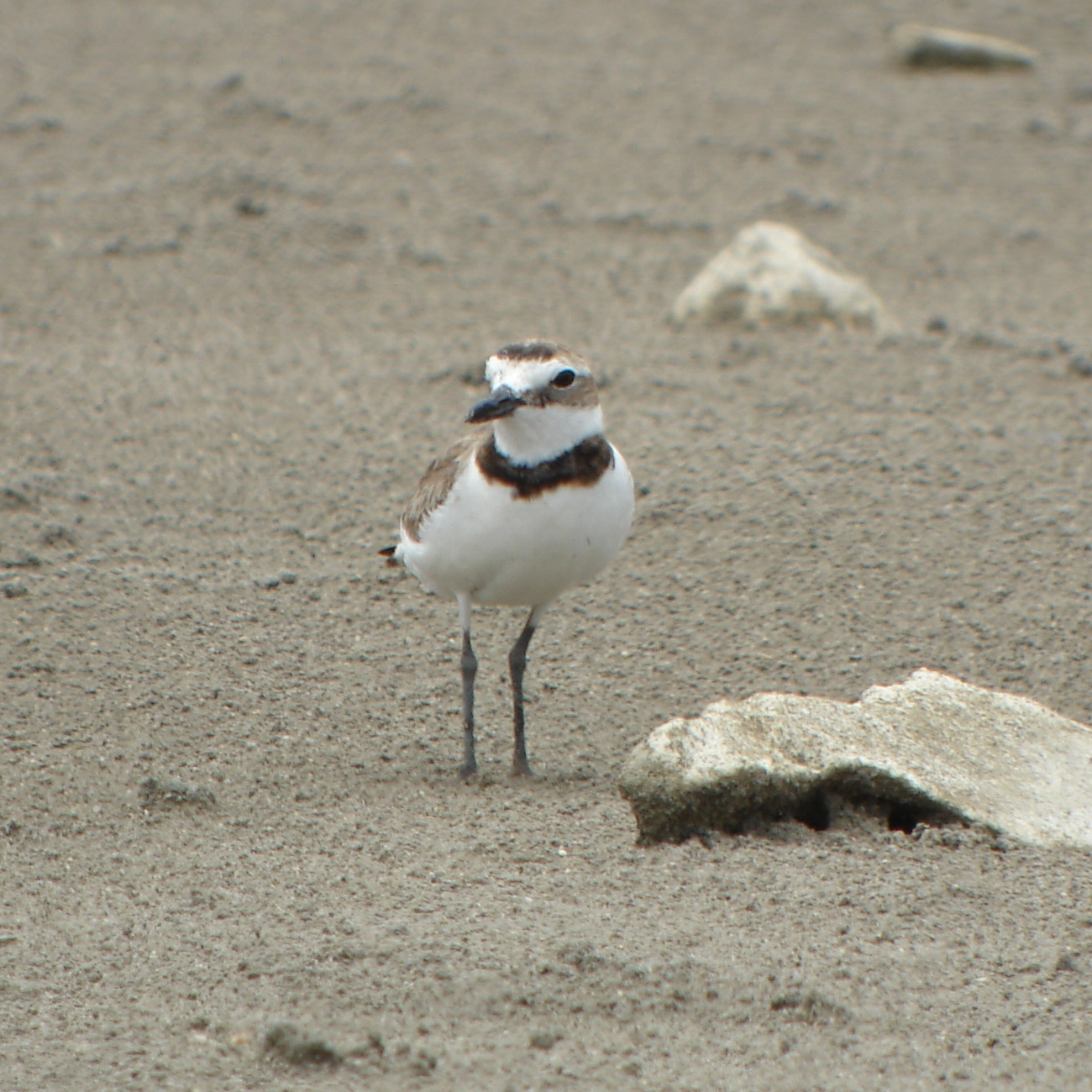